# Горњи Мушић
Горњи Мушић је насеље у Србији у општини Мионица у Колубарском округу. Према попису из 2022. било је 336 становника.
Овде се налази Кућа Читаковића.

## Демографија
У насељу Горњи Мушић живи 354 пунолетна становника, а просечна старост становништва износи 44,9 година (43,0 код мушкараца и 46,8 код жена). У насељу има 135 домаћинстава, а просечан број чланова по домаћинству је 3,19.
Ово насеље је великим делом насељено Србима (према попису из 2002. године), а у последња три пописа, примећен је пад у броју становника.
|  |

| Демографија | Демографија | Демографија |
| Година      | Становника  | Становника  |
| ----------- | ----------- | ----------- |
| 1948.       | 794         |             |
| 1953.       | 833         |             |
| 1961.       | 733         |             |
| 1971.       | 644         |             |
| 1981.       | 611         |             |
| 1991.       | 492         | 481         |
| 2002.       | 431         | 442         |

| Етнички састав према попису из 2002.‍ | Етнички састав према попису из 2002.‍ | Етнички састав према попису из 2002.‍ | Етнички састав према попису из 2002.‍ | Етнички састав према попису из 2002.‍ |
| ------------------------------------ | ------------------------------------ | ------------------------------------ | ------------------------------------ | ------------------------------------ |
|                                      |                                      |                                      |                                      |                                      |
| Срби                                 | Срби                                 |                                      | 421                                  | 97,67%                               |
| Црногорци                            | Црногорци                            |                                      | 1                                    | 0,23%                                |
| Хрвати                               | Хрвати                               |                                      | 1                                    | 0,23%                                |
| непознато                            | непознато                            |                                      | 2                                    | 0,46%                                |

| Година пописа     | 1948. | 1953. | 1961. | 1971. | 1981. | 1991. | 2002. |
| ----------------- | ----- | ----- | ----- | ----- | ----- | ----- | ----- |
| Број домаћинстава | 132   | 146   | 149   | 150   | 158   | 143   | 135   |

| Број чланова      | 1  | 2  | 3  | 4  | 5  | 6  | 7 | 8 | 9 | 10 и више | Просек |
| ----------------- | -- | -- | -- | -- | -- | -- | - | - | - | --------- | ------ |
| Број домаћинстава | 26 | 36 | 20 | 21 | 14 | 11 | 4 | 2 | 1 | 0         | 3,19   |

| Пол    | Укупно | Неожењен/Неудата | Ожењен/Удата | Удовац/Удовица | Разведен/Разведена | Непознато |
| ------ | ------ | ---------------- | ------------ | -------------- | ------------------ | --------- |
| Мушки  | 184    | 49               | 118          | 10             | 6                  | 1         |
| Женски | 184    | 18               | 118          | 47             | 1                  | 0         |
| УКУПНО | 368    | 67               | 236          | 57             | 7                  | 1         |

| Пол    | Укупно                    | Пољопривреда, лов и шумарство | Рибарство                            | Вађење руде и камена | Прерађивачка индустрија       |
| ------ | ------------------------- | ----------------------------- | ------------------------------------ | -------------------- | ----------------------------- |
| Мушки  | 143                       | 85                            | 0                                    | 15                   | 20                            |
| Женски | 106                       | 94                            | 0                                    | 0                    | 7                             |
| УКУПНО | 249                       | 179                           | 0                                    | 15                   | 27                            |
| Пол    | Производња и снабдевање   | Грађевинарство                | Трговина                             | Хотели и ресторани   | Саобраћај, складиштење и везе |
| Мушки  | 4                         | 6                             | 3                                    | 0                    | 5                             |
| Женски | 0                         | 0                             | 0                                    | 2                    | 1                             |
| УКУПНО | 4                         | 6                             | 3                                    | 2                    | 6                             |
| Пол    | Финансијско посредовање   | Некретнине                    | Државна управа и одбрана             | Образовање           | Здравствени и социјални рад   |
| Мушки  | 0                         | 0                             | 2                                    | 1                    | 1                             |
| Женски | 0                         | 0                             | 1                                    | 0                    | 0                             |
| УКУПНО | 0                         | 0                             | 3                                    | 1                    | 1                             |
| Пол    | Остале услужне активности | Приватна домаћинства          | Екстериторијалне организације и тела | Непознато            | Непознато                     |
| Мушки  | 0                         | 0                             | 0                                    | 1                    | 1                             |
| Женски | 0                         | 0                             | 0                                    | 1                    | 1                             |
| УКУПНО | 0                         | 0                             | 0                                    | 2                    | 2                             |